# Señorita (Shawn Mendes e Camila Cabello)
Señorita è un singolo del cantante canadese Shawn Mendes e della cantante statunitense Camila Cabello, pubblicato il 21 giugno 2019 come secondo estratto dalla ristampa del terzo album in studio del primo, Shawn Mendes, e come singolo apripista del secondo album in studio della seconda, Romance.

## Descrizione
Si tratta di un brano pop suonato in chiave di La minore a tempo di 117 battiti al minuto. È la loro seconda collaborazione dopo I Know What You Did Last Summer nel 2015. Il brano è stato scritto dai due stessi interpreti con Ali Tamposi, Charlotte Emma Aitchison, in arte Charli XCX, Jack Patterson dei Clean Bandit, Andrew Wotman, Benjamin Levin e Magnus August Høiberg, e prodotto da questi ultimi tre.

## Pubblicazione
Sia Shawn che Camila hanno fatto riferimento ad una loro nuova collaborazione a dicembre 2018. Pochi giorni prima della pubblicazione del singolo, entrambi i cantanti hanno postato delle clip di 20 secondi sui loro profili social, oltre a degli snippet provenienti dal video musicale. Shawn Mendes ha infine rivelato il titolo, la copertina e la data di pubblicazione del singolo, per promuovere il quale è stato creato ad hoc il sito web shawncamila.com.

## Promozione
Shawn Mendes e Camila Cabello hanno eseguito dal vivo la canzone per la prima volta in occasione della premiazione degli MTV Video Music Awards 2019, avvenuta il 26 agosto. Hanno cantato nuovamente il brano il 24 novembre 2019 agli American Music Awards.

## Accoglienza
Shaad D'Souza di The Fader ha accolto positivamente il brano, descrivendolo come «naturale e sensuale» e aggiungendo che «Camila è l'MVP, ma la canzone si affievolirebbe senza il contributo di Mendes». Scrivendo per Medium, TJ Lovell ha affermato che Señorita «consente alla coppia di sfoggiare la propria chimica davanti al microfono e non». Lovell ha valutato il brano con 4 stelle su 5, definendolo «una traccia divertente, sebbene anonima, che non sembra fuori luogo nelle discografie di Mendes e della Cabello».

## Video musicale
Il video musicale è stato reso disponibile attraverso YouTube il 21 giugno 2019, in concomitanza con la commercializzazione del brano. Filmato a Los Angeles, il video inizia con Shawn che arriva a bordo di una moto a un diner, dove Camila lavora come cameriera. Qui i due si conoscono, girano per la città e finiscono in un motel, dove passano la notte insieme. Ad aprile 2020 ha superato il miliardo di visualizzazioni sulla piattaforma.
Il video musicale del brano si è aggiudicato quattro nomination agli MTV Video Music Awards 2019, nelle categorie Miglior collaborazione, Miglior scenografia, Miglior fotografia e Miglior coreografia. La sera della cerimonia, il video è stato premiato con due MTV VMA nelle categorie Miglior collaborazione e Miglior fotografia.

## Tracce
Download digitale, streaming
1. Señorita – 3:10

CD
1. Señorita – 3:11

## Formazione
Hanno partecipato alle registrazioni, secondo le note di copertina:
Musicisti
- Shawn Mendes – voce, chitarra
- Camila Cabello – voce
- Watt – strumentazione, chitarra, basso, coro, programmazione
- Benny Blanco – strumentazione, tastiera, programmazione
- Cashmere Cat – strumentazione, tastiera, programmazione

Produzione
- Watt – produzione
- Benny Blanco – produzione
- Cashmere Cat – produzione aggiuntiva
- Paul Lamalfa – ingegneria del suono
- Zubin Thakkar – tecnico voce
- Nathaniel Alford – tecnico voce Camila Cabello
- Șerban Ghenea – missaggio
- John Hanes – assistenza al missaggio
- Andrew "Schwifty" Luftman – coordinazione produzione
- Zvi "Angry Beard Man" Edelman – coordinazione produzione
- Astrid "Aaaaastriiiiid" Taylor – coordinazione produzione
- Sarah "Goodie Bag" Shelton – coordinazione produzione
- Soffia "SofàBon" Yen – coordinazione produzione
- Jeremy "Jboogs" Levin –  coordinazione produzione
- David "Dsilb" Silberstein – coordinazione produzione
- Samantha Corrie "SamCor" Schulman – coordinazione produzione

## Successo commerciale
Con 16,1 milioni di unità vendute a livello globale, il brano è risultato il terzo più venduto nel 2019 secondo l'International Federation of the Phonographic Industry.

### Stati Uniti
La canzone ha debuttato alla 2ª posizione della Billboard Hot 100 statunitense, diventando la quinta top ten di Mendes e la quarta di Cabello. È la loro seconda top twenty insieme, raggiungendo altre coppie composte da un artista maschile e una femminile ad averne più di una: Beyoncé e Jay-Z, Olivia Newton-John e John Travolta, Rihanna e Drake, Rihanna e Eminem, Linda Ronstadt e Aaron Neville, Diana Ross e Marvin Gaye, e Barbra Streisand e Barry Gibb. Grazie ai 46,7 milioni di riproduzioni streaming e alle 50.000 copie vendute nella prima settimana, ha debuttato alla 2ª posizione in entrambe le classifiche dedicate allo streaming e alle vendite digitali, oltre ad accumulare un'audience radiofonica di 23 milioni di persone. La settimana successiva è sceso alla 5ª posizione della Hot 100, pur ottenendo il titolo di miglior debutto nella classifica radiofonica al 30º posto con un'audience radiofonica di 33,2 milioni di ascoltatori. Nella settimana del 24 agosto, il singolo è tornato alla 2ª posizione, grazie alle 23.000 copie digitali vendute, i 36,2 milioni di riproduzioni in streaming e i 96,1 milioni di ascoltatori di audience radiofonica.
Nella settimana seguente il singolo ha finalmente raggiunto la vetta della classifica statunitense, accumulando 22.000 copie digitali, 37,5 milioni di riproduzioni in streaming e un'audience radiofonica di 102,4 milioni di ascoltatori e diventando la prima numero uno di Mendes e la seconda di Cabello. La canzone è il secondo duetto composto da un artista maschile ed una femminile ad arrivare primo nel 2019, dopo Shallow di Lady Gaga e Bradley Cooper, rendendo l'anno il primo a riuscire in quest'impresa dal 1987, quando I Knew You Were Waiting (For Me) di Aretha Franklin e George Michael e (I've Had) The Time of My Life di Bill Medley e Jennifer Warnes erano entrambe arrivate in vetta. La cantante è diventata inoltre la più giovane artista ad ottenere due singoli numero uno da Justin Bieber nel 2017 e, tra quelle femminili, da Rihanna nel 2007. È scesa poi alla 2ª posizione, cedendo la prima a Truth Hurts di Lizzo, nonostante un incremento totale del 2% in tutti i fattori.

### Europa
Nel Regno Unito il singolo ha debuttato alla 2ª posizione della Official Singles Chart, bloccato da I Don't Care di Ed Sheeran e Justin Bieber, vendendo 56,619 unità. Ha mantenuto la medesima posizione la settimana successiva con altre 60.366 unità di vendita. Nella terza settimana ha incrementato le vendite a 69.321 unità, raggiungendo la vetta della classifica e diventando la seconda numero uno di Shawn Mendes dopo Stitches e la seconda di Camila Cabello dopo Havana. Dopo essere stato superato da Beautiful People di Ed Sheeran e Khalid per una settimana, è tornata alla prima posizione per altre cinque settimane consecutive.
In Irlanda ha debuttato in vetta alla Irish Singles Chart, diventando il primo numero uno di Shawn Mendes e il secondo di Camila Cabello, oltre a diventare rispettivamente la loro quarta e terza top 10. Ha spodestato I Don't Care dopo sette settimane in cima alla classifica, vendendo circa 1.300 unità in più rispetto ad essa. La settimana seguente è rimasta in cima con un vantaggio di 1.200 copie rispetto alla seconda posizionata, I Don't Care.
In Italia è stato il 28º singolo più trasmesso dalle radio nel 2019.

### Australia
In Australia, dopo aver trascorso quattro settimane alla 2ª posizione dietro Old Town Road di Lil Nas X e Billy Ray Cyrus, ha raggiunto il primo posto della classifica, diventando la prima numero uno di Shawn Mendes e la seconda di Camila Cabello. Il cantante è diventato il quindicesimo artista canadese a raggiungere la vetta nel paese, e l'ottavo tra quelli maschili solisti.

## Classifiche

### Classifiche settimanali
| Classifica (2019-21)  | Posizione massima |
| --------------------- | ----------------- |
| Argentina             | 7                 |
| Australia             | 1                 |
| Austria               | 1                 |
| Belgio (Fiandre)      | 2                 |
| Belgio (Vallonia)     | 1                 |
| Brasile               | 3                 |
| Bulgaria              | 1                 |
| Canada                | 1                 |
| Colombia              | 11                |
| Corea del Sud         | 19                |
| Costa Rica            | 3                 |
| Croazia               | 1                 |
| Danimarca             | 1                 |
| Estonia               | 2                 |
| Finlandia             | 1                 |
| Francia               | 2                 |
| Germania              | 1                 |
| Grecia                | 1                 |
| India                 | 13                |
| Irlanda               | 1                 |
| Islanda               | 1                 |
| Italia                | 1                 |
| Lettonia              | 1                 |
| Libano                | 1                 |
| Lituania              | 1                 |
| Lussemburgo           | 1                 |
| Malaysia              | 1                 |
| Messico               | 5                 |
| Norvegia              | 1                 |
| Nuova Zelanda         | 1                 |
| Paesi Bassi           | 1                 |
| Perù                  | 186               |
| Polonia               | 1                 |
| Portogallo            | 1                 |
| Regno Unito           | 1                 |
| Repubblica Ceca       | 1                 |
| Repubblica Dominicana | 14                |
| Romania               | 1                 |
| Russia                | 1                 |
| Singapore             | 1                 |
| Slovacchia            | 1                 |
| Slovenia              | 1                 |
| Spagna                | 3                 |
| Stati Uniti           | 1                 |
| Svezia                | 1                 |
| Svizzera              | 1                 |
| Ucraina               | 1                 |
| Ungheria              | 1                 |

### Classifiche di fine anno
| Classifica (2019) | Posizione |
| ----------------- | --------- |
| Australia         | 8         |
| Austria           | 4         |
| Belgio (Fiandre)  | 5         |
| Belgio (Vallonia) | 7         |
| Bulgaria          | 3         |
| Canada            | 10        |
| Corea del Sud     | 68        |
| Danimarca         | 8         |
| Estonia           | 4         |
| Finlandia         | 3         |
| Francia           | 18        |
| Germania          | 7         |
| Irlanda           | 10        |
| Islanda           | 2         |
| Italia            | 20        |
| Lettonia          | 3         |
| Lituania          | 3         |
| Malaysia          | 1         |
| Norvegia          | 6         |
| Nuova Zelanda     | 9         |
| Paesi Bassi       | 5         |
| Polonia           | 7         |
| Portogallo        | 7         |
| Regno Unito       | 10        |
| Repubblica Ceca   | 5         |
| Romania           | 7         |
| Russia            | 11        |
| Singapore         | 1         |
| Slovacchia        | 1         |
| Slovenia          | 6         |
| Spagna            | 16        |
| Stati Uniti       | 15        |
| Svezia            | 11        |
| Svizzera          | 4         |
| Ucraina           | 49        |
| Ungheria          | 3         |
| Classifica (2020) | Posizione |
| Australia         | 68        |
| Belgio (Fiandre)  | 70        |
| Belgio (Vallonia) | 90        |
| Canada            | 17        |
| Corea del Sud     | 77        |
| Croazia           | 4         |
| Danimarca         | 56        |
| Francia           | 82        |
| Islanda           | 23        |
| Paesi Bassi       | 96        |
| Polonia           | 92        |
| Portogallo        | 55        |
| Regno Unito       | 75        |
| Romania           | 66        |
| Russia            | 95        |
| Slovenia          | 9         |
| Spagna            | 100       |
| Stati Uniti       | 44        |
| Svizzera          | 36        |
| Ucraina           | 17        |
| Ungheria          | 30        |
| Classifica (2021) | Posizione |
| India             | 13        |
| Portogallo        | 167       |
| Ucraina           | 56        |
| Classifica (2022) | Posizione |
| Ucraina           | 123       |
| Classifica (2024) | Posizione |
| Estonia           | 97        |